# Quân xưởng Hải quân Kure

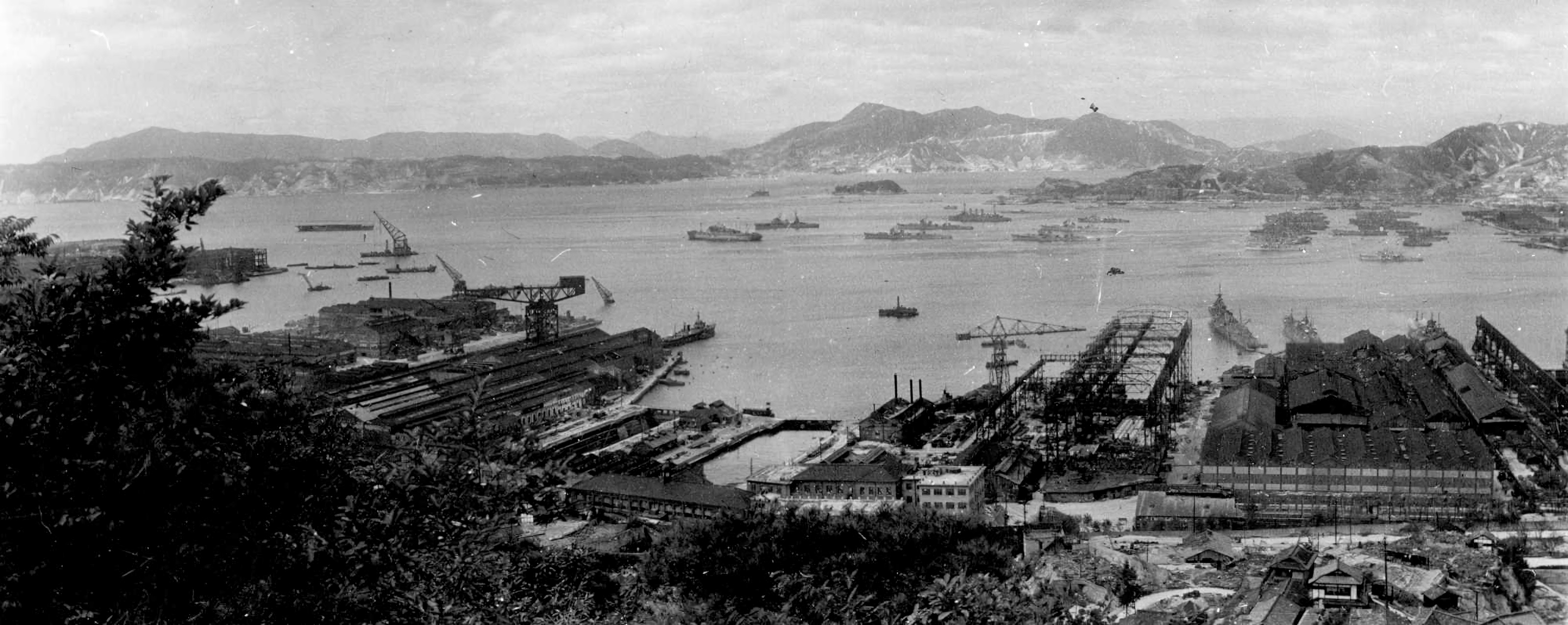
Quân xưởng Hải quân Kure, 1945

Quân xưởng Hải quân Kure (Nhật: 呉海軍工廠 (Ngô hải quân công xưởng) Hepburn: Kure Kaigun Kosho) là một trong bốn nhà máy đóng tàu hải quân chính được sở hữu và điều hành bởi Hải quân Đế quốc Nhật Bản.

## Lịch sử

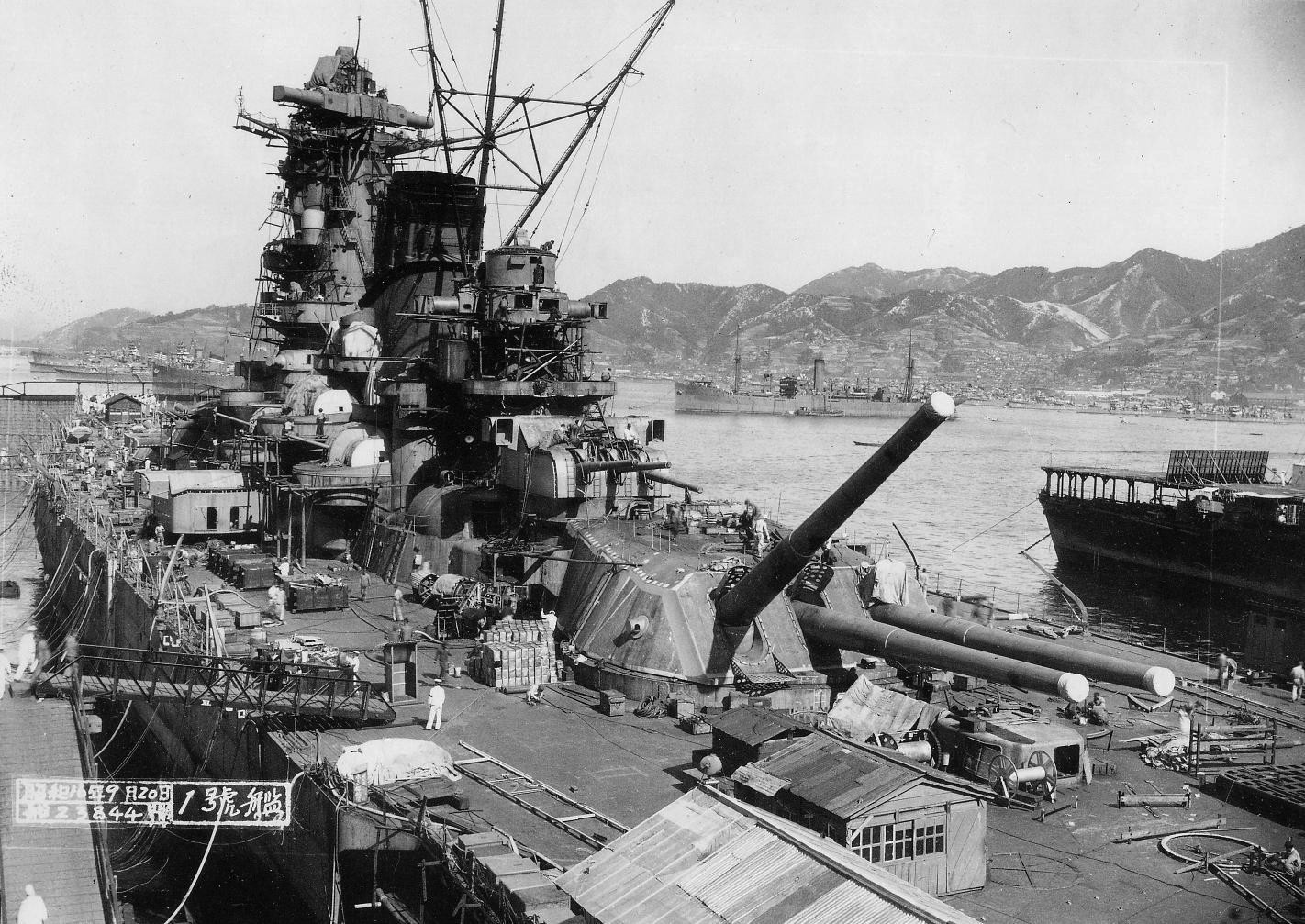
Thiết giáp hạm Yamato đang được đóng tại Quân xưởng hải quân Kure

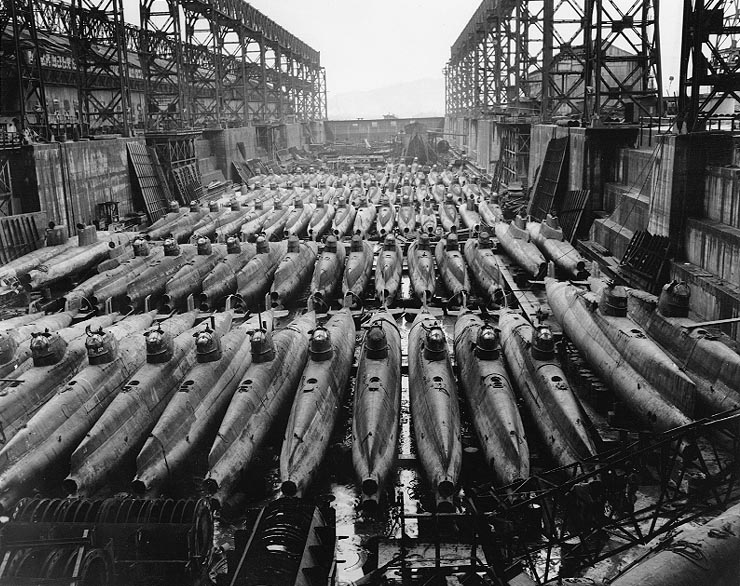
Tàu ngầm mini tại ụ tàu ở Kure

Quận Hải quân Kure được thành lập tại Kure, Hiroshima vào năm 1889, là khu vực thứ hai trong số các huyện hải quân chịu trách nhiệm bảo vệ quần đảo Nhật Bản. Cùng với việc thành lập căn cứ hải quân, một cơ sở sửa chữa tàu cũng được xây dựng, ban đầu bằng cách di chuyển thiết bị từ các xưởng đóng tàu Onohama gần Kobe. Việc xây dựng được giám sát bởi kỹ sư người Pháp Louis-Émile Bertin. Tàu chiến đầu tiên được đóng tại Kure, Miyako, được hạ thủy vào năm 1897. "Xưởng đóng tàu Kure" được chính thức đổi tên thành "Quân xưởng Hải quân Kure" vào năm 1903.
Kure phát triển thành một trong những cơ sở đóng tàu lớn nhất của Đế quốc Nhật Bản, có khả năng làm việc với các tàu lớn nhất. Quân xưởng bao gồm một xưởng thép lớn (được xây dựng với sự hỗ trợ của Anh quốc), và cũng là cơ sở sản xuất hải pháo và đạn pháo. Thiết giáp hạm Yamato  và  Nagato  được thiết kế và đóng tại Kure.
Các cơ sở của Quân xưởng Hải quân Kure đã liên tục trở thành mục tiêu đánh bom của Hải quân Hoa Kỳ trong Chiến tranh Thái Bình Dương, và hơn 70% các tòa nhà và thiết bị của nó đã bị phá hủy.
Sau khi Nhật Bản đầu hàng vào năm 1945, Quân xưởng Hải quân đã được chuyển sang tay tư nhân.

## Cơ sở hiện tại
Ụ tàu khô, cơ sở đóng tàu, sửa chữa và các cơ sở kỹ thuật hiện đang thuộc sở hữu và điều hành bởi Japan Marine United, một trong những nhà đóng tàu vận tải và hải quân lớn nhất Nhật Bản.

## Một số sản phẩm của Xưởng Kure

### Tàu chiến

#### Thiết giáp hạm

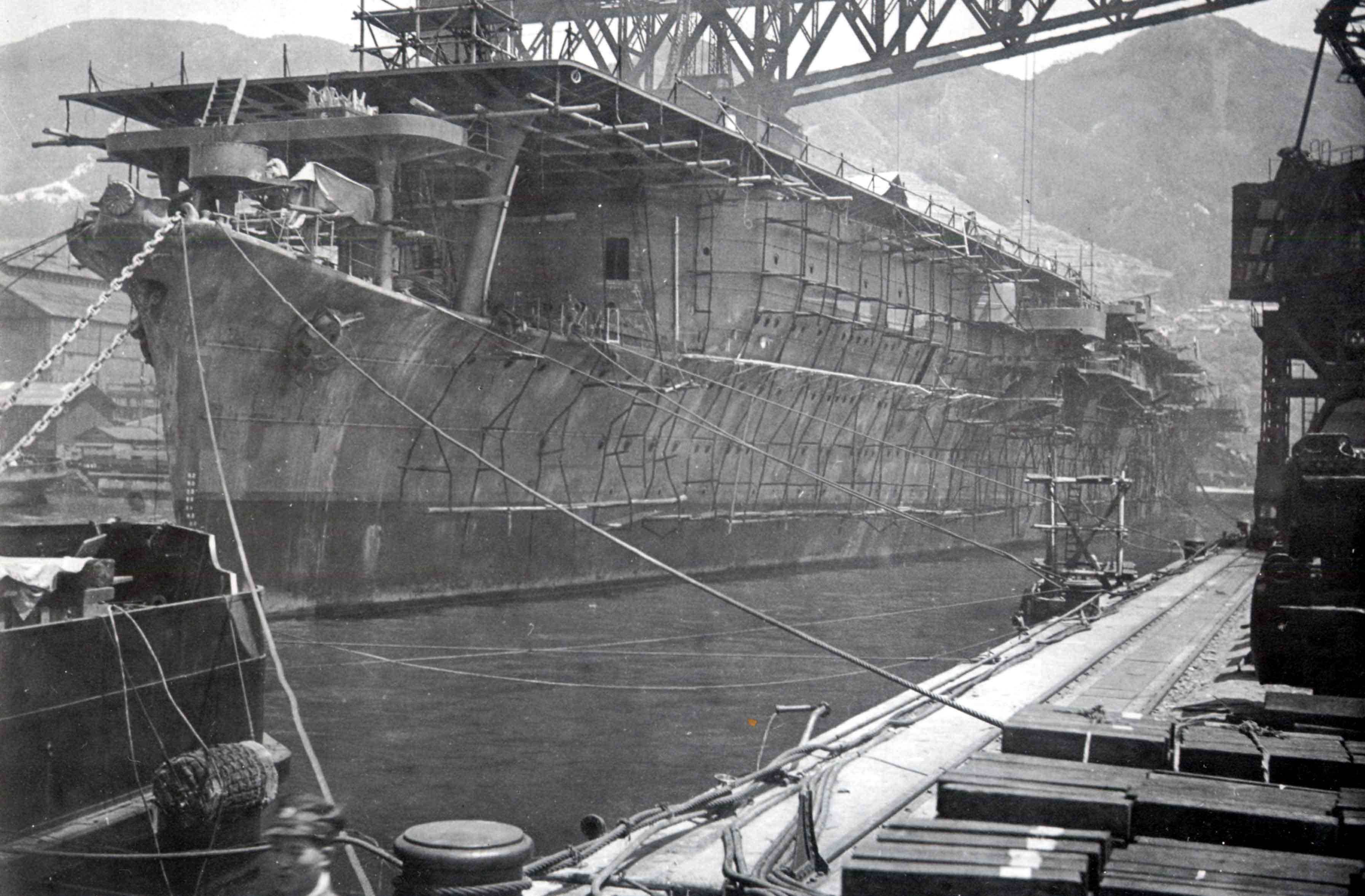
Hàng không mẫu hạm Sōryū gần hoàn thành, năm 1937

- Yamato, Lớp Yamato năm 1941
- Nagato, Lớp Nagato năm 1920
- Settsu, Lớp Kawachi năm 1912

#### Hàng không mẫu hạm
- Katsuragi, Lớp Unryū năm 1945
- Sōryū, Lớp Sōryū năm 1937
- Un'yō, Lới Taiyō năm 1942 - Hàng không mẫu hạm hạng nhẹ

#### Tuần dương hạm
- Atago, Lớp Takao năm 1932
- Nachi, Lớp Myoko năm 1928
- Oyodo, Lớp Oyodo năm 1943

#### Khu trục hạm
- Ariake, Fubuki, Arare, lớp Harusame năm 1905

#### Tàu ngầm
- Tàu ngầm lớp Sentoku(lớp I-400)
- Tàu ngầm lớp Sentaka(lớp I-201)

### Vũ khí hải quân

#### Hải pháo
- Hải pháo 40cm/45 Loại 94, Pháo chính lớp Yamato
- Pháo cao xạ 100 mm/65 Loại 98, Pháo chính lớp Akizuki và pháo phụ tàu tuần dương Oyodo và hàng không mẫu hạm Taihou

## Ngoài ra
- Cuộc không kích Kure (tháng 7 năm 1945)

## Dẫn chứng
- Hunter, Janet (2002). The History of Anglo-Japanese Relations, 1600-2000: Volume IV: Economic and Business Relations. Palgrave Macmillan. ISBN 0-333-79197-5.
- Samuels, Richard J. (1996). "Rich Nation, Strong Army": National Security and the Technological Transformation of Japan. Cornell University Press. ISBN 0-8014-9994-1.
- Schencking, J. Charles (2005). Making Waves: Politics, Propaganda, And The Emergence Of The Imperial Japanese Navy, 1868-1922. Stanford University Press. ISBN 0-8047-4977-9.
- Sims, Richard (1998). French Policy Towards the Bakufu and Meiji Japan 1854-1894: A Case of Misjudgement and Missed Opportunities. RoutledgeCurzon. ISBN 1-873410-61-1.